# Almon Strowger
Almon Brown Strowger (11. února 1839 Monroe County – 26. května 1902 St. Petersburg) byl americký vynálezce, po kterém je pojmenována technologie elektromechanických telefonních ústředen, v nichž je použit jeho objev a patent.

## Mládí
Narodil se v Penfieldu u Rochesteru ve státě New York. O jeho mládí není k dispozici mnoho informací, ale je známo, že byl vnukem druhého osadníka a prvního mlynáře v Penfieldu. V historii města Penfieldu uvádí Katherine Thompsonová, že když jeho matka dala svým dětem nějaký úkol, on a jeho bratři trávili většinu času výrobou stroje, který by úkol udělal za ně. Nějaký čas učil na škole v Penfieldu a sloužil v 8. dobrovolné newyorské kavalérii během Americké občanské války. Říká se, že bojoval v druhé bitvě o Bull Run u Manassasu ve Virginii.
Po občanské válce byl nejprve nejspíš venkovským učitelem a poté hrobníkem. Z různých zdrojů vyplývá, že žil v El Doradu v Kansasu nebo v Topece a nakonec v Kansas City. Kde vznikla jeho myšlenka automatické telefonní ústředny není jasné, ale záznamy o jeho patentu z 10. března 1891 uvádějí, že byl obyvatelem Kansas City v Missouri.

## Rotační volič
Strowgerův pohřební ústav údajně přicházel o klienty, protože manželka jeho konkurenta pracovala jako operátorka v telefonní ústředně a každého, kdo volal Strowgerovi, přesměrovávala na firmu svého manžela. Přesvědčen, že koho volá, by měl vybírat spíše volající než operátor, vymyslel Strowger v roce 1888 první automatickou telefonní ústřednu, na kterou dostal roku 1891 patent. Říká se, že první model svého objevu vytvořil z kulaté krabice na límečky a několika špendlíků.

## Finance
Ačkoliv nejspíš přišel na svůj objev sám, spojil se se svým synovcem Williamem a dalšími se znalostí elektřiny a s penězi na to, aby mohl své plány realizovat. S touto pomocí byla založena společnost Strowger Automatic Telephone Exchange Company, která 3. listopadu 1892 instalovala a otevřela první komerční ústřednu v La Porte v Indianě s asi 75 účastníky a kapacitou pro 99. V roce 1897 se v Massachusetts podruhé oženil se Susan A. (1846–1921). V roce 1896 prodal Strowger své patenty za 1800 dolarů a v roce 1898 svůj podíl v Automatic Electric Company za 10 000 dolarů. V roce 1916 byly jeho patenty prodány za 2,5 milionů dolarů.
Inženýři společnosti pokračovali ve vývoji Strowgerových návrhů a jménem svého zaměstnavatele předložili několik dalších patentů. Společnost také prošla několika změnami svého jména. Zdá se, že sám Strowger se dalšího vývoje neúčastnil. Přestěhoval se do St. Petersburgu na Floridě a podle zprávy pohřebního ústavu H. P. Busseyho z prosince 1899, v níž se píše, že „neidentifikované tělo“ má být předáno panu Strowgerovi, se zdá, že se vrátil ke svému povolání hrobníka. Stejný pohřební ústav později pana Strowgera pohřbil. Strowger nabyl do své smrti určitého bohatství a udává se, že mu patřil minimálně celý blok ve městě.

## Smrt
Zemřel ve věku 63 let v St. Petersburgu v Pinellas Coutny na Floridě na aneurysma poté, co trpěl chudokrevností. Pohřben byl další den na hřbitově Greenwood. Jeho hrob je označen tradičním bílým náhrobkem s nápisem: „Nadporučík A. B. Strowger, Co. A, 8 NY Cav.“
Jeho žena, Susan A. Strowgerová, ho přežila (1846–1921). Po její smrti v Tampě na Floridě 14. dubna 1921 se její nekrolog objevil v novinách St. Petersburg Times s tvrzením, že vlastnila další „revoluční“ Strowgerovy návrhy, ale za svého života je odmítala zveřejnit, protože by z nich profitovali jiní. Tvrdila, že její manžel dostal za svůj objev pouze 10 000 dolarů, přestože měl dostat celý milion.

## Odkaz
V roce 1945 byla představiteli telefonní společnosti umístěna na jeho náhrobek bronzová plaketa připomínající jeho objev. V roce 1965 byl Strowger uveden do síně slávy Americké nezávislé telefonní asociace (nyní nazývané USTA). Kromě jeho objevu byla jeho jménem pojmenována i lokomotiva a cena pro obchodní společnosti.
V roce 2003 udělila Nadace Verizon 4 500 dolarů společnosti Pinellas Heritage, Inc. a Pinellas Genealogy Society na Strowgerovu památku. Prostředky byly použity k vývoji webové stránky, která popisuje historii hřbitova, na němž je Strowger pohřben, a k obnově dvou památníků občanské války. Projekt hřbitova v Greenwood získal cenu od Florida Trust for Historic Preservation.

## Patenty
- U.S. Patent 0,447,918